# Iosîpivka, Iemilciîne
Iosîpivka (în ucraineană Йосипівка) este un sat în comuna Bobrîțea din raionul Iemilciîne, regiunea Jîtomîr, Ucraina.

## Demografie
Componența lingvistică a localității Iosîpivka
     Ucraineană (100%)
Conform recensământului din 2001, toată populația localității Iosîpivka era vorbitoare de ucraineană (100%).